# Софія Карсон
Софія Даккаретт Чар (ісп. Sofía Daccarett Char; нар. 10 квітня 1993, Форт-Лодердейл, Флорида, США), більш відома як Софія Карсон (англ. Sofia Carson) — американська акторка, співачка, авторка пісень, композиторка й танцюристка. Відома ролями Еві у фільмах «Спадкоємці» (2015—2019), та Ава Джалалі у телесеріалі «Милі ошуканки: Перфекціоністки» (2019).

## Біографія
Софія народилася 10 квітня 1993 в сім'ї Хосе Ф. Даккаретта і Лаури Чар, які переїхали в США з Колумбії. Сценічний псевдонім «Карсон» взяла від своєї бабусі Лорейн Карсон. Навчалася в школі St. Hugh School і закінчила Carrollton School of the Sacred Heart в Маямі.

## Кар'єра
Акторську кар'єру почала в 2012 році, зігравши епізодичну роль в телесеріалі «Остін і Еллі» на каналі Disney. У 2015 році виконала роль Еві у фільмі «Спадкоємці» і тому ж році вийшов мультсеріал-продовження «Спадкоємці: Лиходійський світ». Також навесні 2015 року на каналі Disney вийшов фільм «Пригоди няні» з Софією Карсон і Сабріною Карпентер в головних ролях. У березні 2016 роки Карсон підписала контракт з лейблами Hollywood Records і Republic Records і 7 квітня випустила свій перший сингл «Love Is The Name», який є зміненою версією пісні «Live Is Life» групи Opus. 26 серпня того ж року представила новий сингл «I'm Gonna Love You». На початку 2017 року його випустила спільну пісню з Аланом Вокером під назвою «Back to Beautiful». В 2018 році зіграла роль Слоун Сільвер у другому сезоні «Популярна і закохана» на каналі Freeform. У січні 2018 року було оголошено, що Карсон зніматиметься у телесеріалі «Милі ошуканки: Перфекціоністки», у ролі Ава Джалалі, прем'єра відбулася у березні 2019 року.

## Фільмографія
| Рік       |    | Українська назва                           | Оригінальна назва                           | Роль                              |
| --------- | -- | ------------------------------------------ | ------------------------------------------- | --------------------------------- |
| 2024      | ф  | Ручна поклажа                              | Carry-On                                    | Нора Парізі                       |
| 2022      | ф  | Пурпурові серця                            | Purple Hearts                               | Кессі                             |
| 2021      | мф | My Little Pony: Нове покоління             | My Little Pony: A New Generation            | Піпп Петалс (голос)               |
| 2020      | ф  | Пташка в клітці                            | Songbird                                    | Сара                              |
| 2020      | ф  | Відчуй ритм                                | Feel the Beat                               | Ейпріл                            |
| 2020      | мс | Єлена з Авалора                            | Elena of Avalor                             | Маліґа (голос)                    |
| 2019      | мф |                                            | Wicked Woods: A Descendants Halloween Story | Іві (голос)                       |
| 2017—2019 | с  | Людина-павук                               | Spider-Man                                  | Сендгерл / Кімія (голос)          |
| 2019      | тф | Спадкоємці 3                               | Descendants 3                               | Іві                               |
| 2019      | с  | Милі ошуканки: Перфекціоністки             | Pretty Little Liars: The Perfectionists     | Ава Джалалі                       |
| 2019      | кф |                                            | The Perfectionists: Somebody is Watching    | Ава Джалалі                       |
| 2018      | с  | Популярна і закохана                       | Famous in Love                              | Слоун Сілвер                      |
| 2016—2018 | с  | Я місяць                                   | Soy Luna                                    | Софія Карсон                      |
| 2017      | тф | Спадкоємці 2                               | Descendants 2                               | Іві                               |
| 2017      | тф | Спадкоємці 2                               | Descendants 2: It's Going Down              | Іві                               |
| 2015—2017 | с  | Спадкоємці: Злий світ                      | Descendants: Wicked World                   | Іві (голос)                       |
| 2016      | в  | Історія Попелюшки 4: Якщо туфелька підійде | A Cinderella Story: If the Shoe Fits        | Тесса / Белла                     |
| 2016      | тф | Пригоди няні                               | Adventures in Babysitting                   | Лола Перес                        |
| 2016      | ф  | Тіні: нове життя Віолетти                  | Tini: El gran cambio de Violetta            | Мелані Санчес                     |
| 2015      | с  |                                            | Disney Monstober                            | Незнайомка в масці / Софія Карсон |
| 2015      | тф | Спадкоємці                                 | Descendants                                 | Іві                               |
| 2014      | с  | Фальсифікація                              | Faking It                                   | Солей                             |
| 2014      | с  | Остін та Еллі                              | Austin & Ally                               | Челсі                             |

#### Музичні відео
| Роки | Назва                            | Виконавці |
| ---- | -------------------------------- | --- |
| 2020 | Miss U More Than U Know (Short)  | Sofia Carson & R3HAB                                                                                          |
| 2019 | I Luv U                          | Sofia Carson & R3HAB                                                                                          |
| 2019 | Grey Area                        | Grey Feat. Sofia Carson                                                                                       |
| 2019 | Night Falls                      | Dove Cameron, Sofia Carson, Booboo Stewart, Cameron Boyce, Thomas Doherty, China Anne McClain, Dylan Playfair |
| 2019 | One Kiss                         | Sofia Carson, Dove Cameron, China Anne McClain                                                                |
| 2019 | Ciclo Sin Fin                    | Sofia Carson                                                                                                  |
| 2019 | VK Mashup                        | Descendants 3                                                                                                 |
| 2019 | Good to Be Bad                   | Descendants 3                                                                                                 |
| 2018 | San Francisco                    | Galantis Feat. Sofia Carson                                                                                   |
| 2018 | Different World (Vertical Video) | Alan Walker, Sofia Carson, K-391 & CORSAK                                                                     |
| 2018 | Different World — Lyric Video    | Alan Walker, Sofia Carson (голос), K-391 & CORSAK                                                             |
| 2018 | Rumors                           | R3HAB & Sofia Carson                                                                                          |
| 2017 | DuckTales Theme Song             | Disney Channel Stars                                                                                          |
| 2017 | Ins and Outs                     | Sofia Carson                                                                                                  |
| 2017 | Chillin' Like a Villain          | Carscendants                                                                                                  |
| 2017 | What's My Name                   | Carscendants                                                                                                  |
| 2017 | Ways to Be Wicked                | Carscendants                                                                                                  |
| 2017 | Ways to Be Wicked                | Descendants 2                                                                                                 |
| 2017 | Back to Beautiful                | Sofia Carson Feat. Alan Walker                                                                                |
| 2016 | Una Flor                         | Sofia Carson                                                                                                  |
| 2016 | Jolly to the Core                | Descendants                                                                                                   |
| 2016 | Wildside — Lyric Video           | Sabrina Carpenter & Sofia Carson                                                                              |
| 2016 | Love Is the Name                 | Sofia Carson                                                                                                  |
| 2015 | Rotten to the Core               | Sofia Carson (як Evie)                                                                                        |
| 2015 | Rotten to the Core               | Descendants Cast                                                                                              |
| 2015 | Believe                          | Shawn Mendes                                                                                                  |

## Дискографія

### Сингли
- Rotten to the Core (2015)
- Love Is the Name (2016)
- I'm Gonna Love You (2016)
- Back to Beautiful (feat. Alan Walker) (2017)
- Ways to Be Wicked (2017)
- Ins and Outs (2017)
- Chillin’ Like a Villain (2017)
- Rumors (with R3hab) (2018)
- Different World (with Аланом Вокер, K-391 featuring Corsak) (2018)

### Промосингли
- I'm Your Girl (with Дав Камерон) (2016)
- Rather Be With You (2016)
- Better Together (2017)